# Цзі Чен
Цзі Чен (*計成, 1582 —бл. 1642) — китайський садівник, письменник, філософ часів династії Мін.

## Життя та діяльність
Народився у містечку Тунлі (провінція Цзянсу). Замолоду захопився створенням садів, що стало в подальшому основним видом його діяльності. Працював над ландшафтами та облаштуванням приватних садів у південних провінціях Китаю — Хебей, Хубей, Хунань. При цьому надихався творчістю художників школи Північної Сун — Гуань Туном та Цзін Хао. У середньому віці повернувся до Цзянсу й оселився у м. Жуньчжоу.
Найбільшу славу йому принесли сади: для У Юаня, губернатора Чанчжоу у 6 га; У Юю, скарбника міста Цзіньліна (сучасний Нанкін), сад за розміром трохи менше ніж 1 га, прогулянка по якому займала лише 400 кроків від входу до останньої оглядової точки, однак для У Юю сад містив всі чудеса провінції в одному місці; Ван Шіхена в Луаньцзяні; Чжена Юаньхуня в Янчжоу.
У 1631 році написав книгу Юаньє (園冶, «Мистецтво садів» або «Влаштування садів») в 3 цзюанях, що вийшла друком у 1634 році.

## Основи садівництва
Цзі Чену належить формулювання юаньлінь цяоюй іньцзе — «мистецтво садів полягає в слідуванні ландшафту і в прийомі запозичення (видів)», яка стала згодом хрестоматійною. При цьому прийом цзе-цзін (запозичення видів) Цзі вважав одним з головних при створенні садів. На думку Цзі Чена, запозичення видів, хоча і будується на розрізненні внутрішнього і зовнішнього простору саду, але отриманий вид не обмежується віддаленим і ближнім. Сьогодні це є своєрідним аналогом «кадра в кадрі», при якому композиція переднього плану служить рамковим обрамленням для композицій середнього і дальнього планів.
У своєму трактаті першим привів використовувану досі типологію прийомів цзе-цзін: прийоми запозичення далекого виду, сусіднього і прилеглого видів, прийоми запозичення верхнього виду і запозичення нижнього виду, прийоми запозичення відповідно до періодів року.